# Hastings River
Pour les articles homonymes, voir Hastings.
L'Hastings River est un fleuve de la Mid North Coast en Nouvelle-Galles du Sud en Australie, qui se jette dans la mer de Tasman, dans l'océan Pacifique.
Les Aborigènes Birpai habitent la rivière Hastings depuis des milliers d'années, qu'ils nomment le Doongang.

## Géographie
La longueur de son cours d'eau est de 128 km.
Il prend sa source dans la cordillère australienne, à environ 990 m d'altitude, traverse la ville de Wauchope avant de se jeter dans l'océan Pacifique à Port Macquarie.
Le trajet du fleuve fut cartographié pour la première fois en 1818, après avoir été visité par l'explorateur John Oxley qui donna au fleuve le nom du Gouverneur général des Indes, Francis Rawdon-Hastings, 1er marquis d'Hastings.
L'Hastings River a donné son nom à la région viticole environnante et à une souris : la souris de la rivière Hastings (Pseudomys oralis) une espèce en danger.